# Famille Tholdalagi
La famille Tholdalagi (en hongrois : nagyertsei gróf és nagyiklódi nemes család, ) est une ancienne famille de la noblesse hongroise.

## Origines
Originaire de Transylvanie, le premier ancêtre de la famille est un dénommé Scegna ou Zegene. Il acquiert le domaine de Toldalag dans le comté de Maros-Torda en 1268, dont il prend le nom. András Toldalagi reçoit un don de blason du roi de Hongrie Ladislas V en 1456. La famille se divise au XVIe en deux branches :
- La branche Tholdalagi de Nagyertse (nagyertsei Toldalagi), qui reçoit le titre de comte en 1744.
- La branche Tholdalagi de Nagyiklód (nagyiklódi Toldalagi), éteinte en 1822.

## Membres notables
- Mihály Ier Tholdalagi de Nagyertse (ca 1580–1642), grand propriétaire transylvain et homme de loi, il fut un diplomate influent des règnes des princes Gabriel Bethlen et Georges Ier Rákóczi. Il fut également assesseur de la cour de justice princière (fejedelmi tábla ülnöke)  et capitaine du siège de Marosszék (1633).
- Mihály II Tholdalagi de Nagyertse (ca 1668-1738), homme politique malheureux et fidèle du prince Ákos Barcsay imposé par la Porte, il perd de nombreux biens lorsque ce dernier est destitué.
- Mihály IV Tholdalagi de Nagyertse est élevé au rang de comte en 1744.
- comte János III Tholdalagi de Nagyertse (XVIIIe), capitaine du régiment Kálnoki.
- comte Ferenc I Tholdalagi de Nagyertse, assesseur de la cour de justice royale (1776), grand-juge (főkirálybiró) de Marosszék (1789).
- comte Zsigmond II Tholdalagi de Nagyertse, superviseur de l'Église Réformée de Marosszék (1815). Fils du précédent.
- comte Mihály V Tholdalagi de Nagyertse, assesseur de la cour de justice royale (1815). Frère du précédent.
- comte Ferenc III Tholdalagi de Nagyertse (1803-1864), chambellan KuK, grand-juge de Marosszék en 1848.
- comte Viktor  Tholdalagi de Nagyertse (1829-1881), chambellan KuK.
- comte Tibor  Tholdalagi de Nagyertse (1854°), officier de hussard.
- comte Sigismond II Tholdalagi de Nagyertse  (1872°), officier KuK.
- comte Samuel Tholdalagi de Nagyertse (1873°), prêtre catholique.
- Ferenc I Tholdalagi de Nagyiklód, maître des affaires juridiques royales de Transylvanie (1683), főispán de Doboka
- Ferenc II Tholdalagi de Nagyiklód, grand-juge du comté de Doboka (1647-48), chef de l'église unitarienne de Nagyiklód de 1644 à 1655.
- János II  Tholdalagi de Nagyiklód  (†1693), főispán de Torda, grand-conseiller (tanácsúr) (1692).
- György I  Tholdalagi de Nagyiklód, alispán de Doboka (1718-20).
- György II  Tholdalagi de Nagyiklód, alispán de Torda (1771).

## Liens, sources
- Iván Nagy: Magyarország családai, XI, Pest 1857-1868